# Giacomo Rosselli
Giacomo Rosselli (Milano, 24 gennaio 1961) è un attore italiano.

## Biografia
Ha debuttato nel 1979 con la Compagnia Valeria Moriconi ed è stato protagonista del film Improvviso diretto da Edith Bruck e presentato alla Mostra del Cinema di Venezia.
Gran parte della sua notorietà negli anni ottanta è dovuta ai personaggi di Daniele Rutelli nella serie televisiva I ragazzi della 3ª C, e Gianni De Rossi nel film Vacanze in America. Daniele Rutelli era l'eterno innamorato di Rossella (interpretata da Claudia Vegliante), mentre Gianni De Rossi era il tuttologo musicale, al limite della noia, della sua classe.
È apparso nel ruolo di un medico nel film 18 regali del 2020 con la regia di Francesco Amato.

## Filmografia

### Cinema
- Improvviso, regia di Edith Bruck (1979)
- Segni particolari: bellissimo, regia di Castellano e Pipolo (1983)
- Zero in condotta, regia di Giuliano Carnimeo (1983)
- Amarsi un po'..., regia di Carlo Vanzina (1984)
- Vacanze in America, regia di Carlo Vanzina (1984)
- Occhio alla perestrojka, regia di Castellano e Pipolo (1990)
- Le mani forti, regia di Franco Bernini (1997)
- 18 regali, regia di Francesco Amato (2020)

### Televisione
- I ragazzi della 3ª C – serie TV, 33 episodi (1987-1989)
- La buona battaglia, regia di Gianfranco Albano – film TV (2006)
- Gomorra - La serie – serie TV, episodio 1x05 (2014)
- 1992 – serie TV, episodio 1x02 (2015)

## Teatro
- L'hai mai vista in scena?
- Vicini
- La macchina della follia
- Sussi e biribissi
- L'impostore
- Gente di Dublino
- Sei personaggi in cerca d'autore
- Don Chisciotte
- Odissea
- Romeo e Giulietta
- La parola ai giurati
- Qualcuno volò sul nido del cuculo